# Рудник Айн-Барбар
Рудник Айн-Барбар (Aïn Barbar) — колишнє гірничодобувне підприємство на півночі Алжиру, розташоване у прибережному регіоні за два десятки кілометрів на північний захід від Бону (наразі Аннаба).
Мідне родовище Айн-Барбар вивили в 1855 році. З 1863 по 1867 роки його розробкою займались підприємці Лабель, Лекок та Бертон (Lebaille, Lecoq та Berthon), а з 1874 по 1879 роки правами володіла Algerian Mineral Company. У черговий раз за розробку спробували узятись в середині наступного десятиліття, зокрема, відомо, що в 1885 та 1886 роках звідси отримали 0,5 тонни та 18 тонн продукції відповідно. Також відомо, що родовищем опікувалась компанія Societe Formure de l'Ouider, яка в 1888-му здала його в оренду бельгійській компанії Vieille-Montagne.
На початку 20 століття за розробку Айн-Барбар узялась створена в 1900-му компанія Société d'Aïn-Barbar, яка, зокрема, спорудила збагачувальну фабрику, а не пізніше 1907-го електростанцію потужністю 350 к.с. При цьому в 1906-му видали 7545 тонн концентрату, а в 1907-му 7787 тонн (для чого знадобилось вилучити 33 тисячі тонн руди). Далі виробничі показники почали знижуватись, в 1910-му видали 5660 тонн, а в 1911—1912 роках рудник Айн-Барбар взагалі простоював.
З 1913 по 1917 роки вели дослідну експлуатацію, під час якої отримали менш ніж пів сотні тонн продукції. Société d'Aïn-Barbar мала надію докорінно змінити ситуацію із запуском плавильного заводу, який би дозволив зекономити на транспортуванні та видати продукцію більш високого переділу. Плавильне виробництво вдалось запустили в 1918-му, проте на його результати суттєво впливала відмінність у складі руди — при  проектному вмісті 10 % міді та 12 % цинку фактично довелось працювати із продуктом, який мав 6 % міді та 18—20 % цинку, що потребувало додаткових витрат палива. Як наслідок, в 1918 та 1919 роках змогли виплавити 136 та 32 тонни міді, після чого роботи знову зупинились.
У підсумку, в 1921-му Société d'Aïn-Barbar була поглинута поглинула Compagnie minière et métallurgique de Caront. Остання провела певний обсяг розвідувальних робіт, зокрема, щодо жилиу «Playfair», який обмежено експлуатували по 1928 рік.
У 1939-му права на родовища продали компанії Société Nouvelle des Mines d'Aïn-Barbar, що спробувала повторно ввести в дію старі поклади. А в 1942-му власником стала Société Miniere Cirteenne, при цьому з того ж року роботи на родовищі фактично не велись.
У 1953—1954 роках рудник почали відновлювати, а в 1956-му у комплексі з повномасштабною розробкою жили «Playfair» стали до ладу нові збагачувальна фабрика та канатна дорога (можливо відзначити, що поклади родовища піднімались по горі на кілька сотень метрів — якщо головна для 1900-х років жила «Abaid» була на позначках 50—80 метрів, то «Playfair» лежала на відмітках 260—450 метрів). Спущена до узбережжя руда проходила збагачення, після чого на плоскодонному судні її доправляли до порту Бон.
На останньому (та головному) етапі існування рудника Айн-Барбар жила «Playfair» була головною, наприклад, в 1970-му вона дала 59 % від загального обсягу вилученої руди. Що стосується обсягів, то в 1956-му отримали 9 тисяч тонн руди, в 1957 та 1958 роках цей показник перевищував 20 тисяч тонн, потім після двох провальних років видобуток знову перевалив за 20 тисяч тонн та продовжував зростати (навіть на тлі отримання Алжиром незалежності, за яким в 1966-му рудник був націоналізований алжирським урядом). Максимальний показник у 40,4 тисячі тонн руди припав на 1968 рік, при цьому середній вміст металів у ній склав 2,18 %, 0,54 % та 3,3 % міді, свинцю та цинку відповідно, а товарною продукцією були 3424 тонни мідного, 232 тонни свинцевого та 1665 тонн цинкового концентратів.
У 1970-му видобуток впав вже до 28 тисяч тонн.
У 1984 році рудник Айн-Барбар закрили, хоча час від часу виникають плани його відновлення, оскільки запаси родовища все ще оцінюються у 1,86 млн тонн руди із середнім вмістом 4,3 % цинку та 1,4 % свинцю.
Також можливо відзначити, що в другій половині 1980-х у цьому районі ввели в дію копальню польового шпату Айн-Барбар.